# Barbosa (honra)
Barbosa foi uma honra da antiga comarca de Penafiel. Tinha uma área de cerca de 6 km². Era constituída pelas freguesias de Paredes, Rans, Boa Vista e Canas. Tinha, em 1801, 931 habitantes. 

A Torre da antiga honra de Barbosa, em Penafiel de Sousa

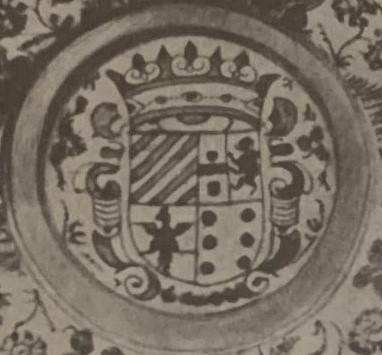
Brasão de D. Manuel de Azevedo de Ataíde e Brito, senhor da Honra de Barbosa (1649-1721)

A Honra de Barbosa fora fundada, na primeira metade do século XII, por D. Mem Moniz de Ribadouro e, em 1834 foi extinta e posteriormente integrada no concelho de Penafiel.